# Clima de California

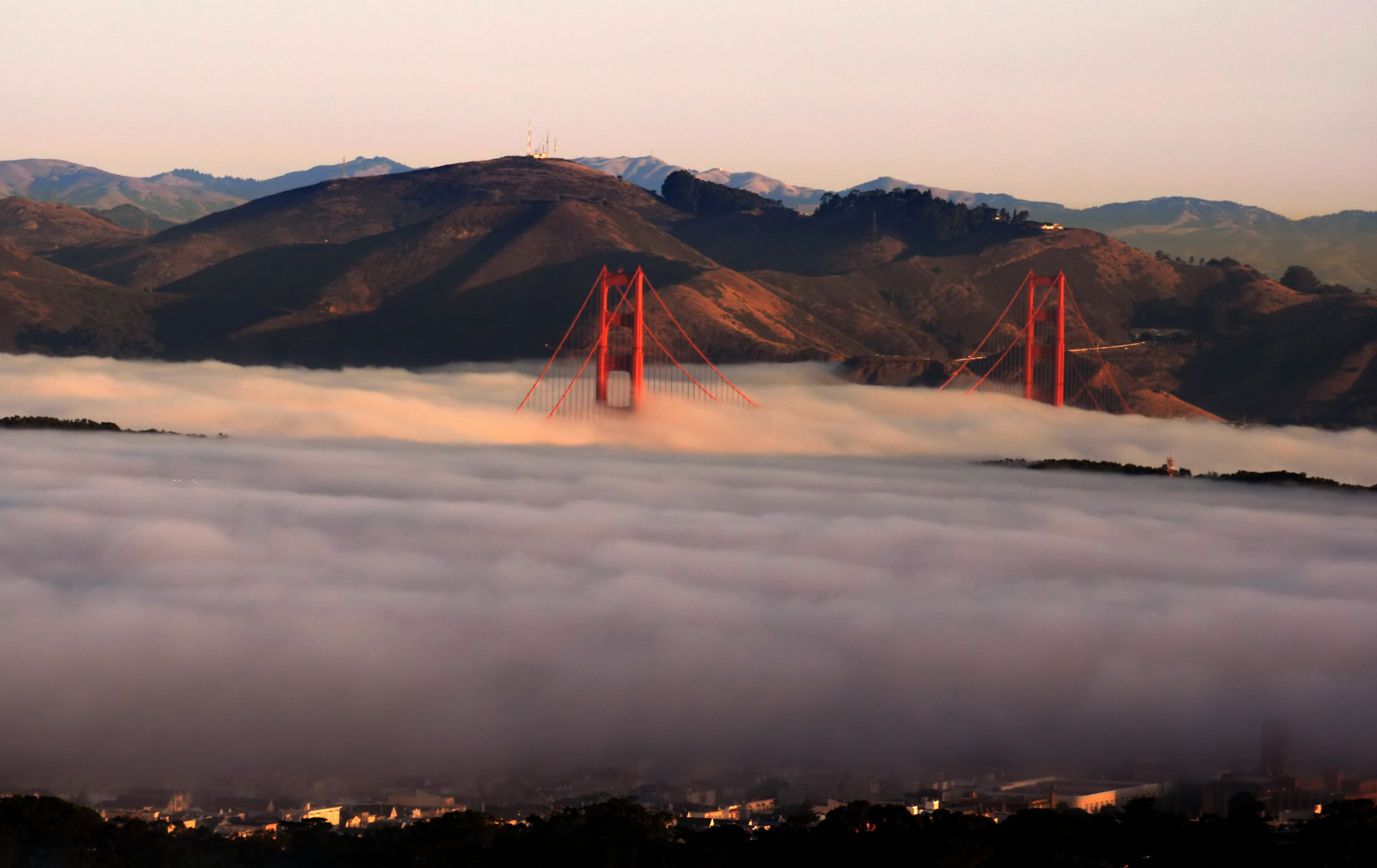
Puente Golden Gate en la niebla.

El clima de California , desde árido a subártico, dependiendo de la latitud, elevación, y proximidad a la costa. Las partes costeras y del sur del estado tienen un clima mediterráneo, con algunas lluvias en invierno y veranos secos. La influencia del océano generalmente modera las temperaturas extremas, creando un invierno frío y substancialmente veranos calientes, especialmente a lo largo de las zonas costeras.

## Rango de temperaturas
El clima de California puede ser desde árido a subártico, dependiendo de la latitud, elevación, y proximidad a la costa. Las partes costeras y del sur del estado tienen un clima mediterráneo, con algunas lluvias en invierno y veranos secos. La influencia del océano generalmente modera las temperaturas extremas, creando un invierno frío y substancialmente veranos calientes, especialmente a lo largo de las zonas costeras.
Cerca de la costa, las frías corrientes de California, enriquecidas por la surgencia de las frías aguas superficiales,  a menudo crean neblinas de verano, creando un clima moderado en la costa norte, más mediterráneo. Más al interior, el clima se vuelve más continental, y al mismo tiempo semiárido con inviernos fríos y notablemente veranos más cálidos. Las áreas bajas de los valles, especialmente en el Valle Central, tienen un clima mediterráneo caliente, con temperaturas subtropicales, pero con una estación seca de verano muy bien definida.

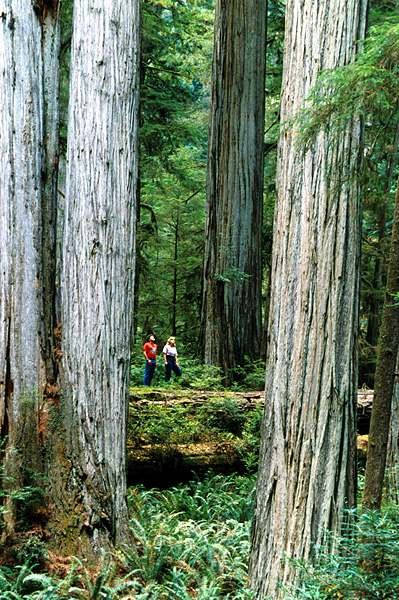
Turistas en el Parque nacional Redwood.

El gradiente de temperatura entre la costa y las zonas bajas de los valles en sur es de aproximadamente 39.2 °F (4 °C) en invierno (siendo la costa más caliente) y en el verano de aproximadamente 95 °F (35 °C) (siendo el interior más caliente). La diferencia de temperatura cambia dramáticamente a medida que uno se acerca más a la costa. Por ejemplo, el promedio diario de las temperaturas más altas en San Francisco en julio y agosto es de 68 grados Fahrenheit (20,0 °C), y en Walnut Creek, entre 20 millas (32 km) en el interior, el promedio diario de las temperaturas más altas entre julio y agosto es de 87 grados Fahrenheit (30,6 °C); por lo que la temperatura gana un grado (Fahrenheit) por milla. En el sur, el promedio es aproximadamente 4 °F y 23 °F (2 °C y 13 °C). En la costa de Santa Mónica, la temperatura promedia más alta en agosto es de 91 grados Fahrenheit (33 °C), mientras que en Burbank, es aproximadamente 10 millas (16 km) tierra adentro, la temperatura promedio alta en agosto es de 98 grados Fahrenheit (37 °C); un aumento de temperatura de un grado por milla. En sus extremos, entre Santa Bárbara y el valle de la Muerte hay una diferencia de temperatura de 4 °F y 35 °F (2 °C y 20 °C). El extremo suroeste, alrededor de San Diego, tiene un clima estepario semiárido (Koppen BSh) con inviernos secos. En San Bernardino las temperaturas de invierno llegan hasta 30 grados Fahrenheit (−1 °C) y en los veranos tan altas como 109 grados Fahrenheit (43 °C) ya que está a 50 millas (80 km) tierra adentro del océano Pacífico en el sur de California.
Las regiones del sureste tienen un clima árido (Koppen BWh), en la cual las temperaturas en el norte tienden a ser un poco más templado árido (Koppen BWk). En la parte norte del desierto de Mojave en el lado este del valle de la Muerte, es considerada como el punto más caliente del Hemisferio Occidental. Es muy común que las temperaturas durante el verano en el valle lleguen hasta 120 grados Fahrenheit (49 °C). La temperatura más alta del hemisferio occidental, 134 grados Fahrenheit (57 °C), fue registrada en el Valle de la Muerte el 10 de julio de 1913. Las temperaturas de 130 grados Fahrenheit (54 °C) o más altas han sido registradas recientemente, empezando desde el 2005. El promedio de 24 horas de las temperaturas de julio en el Valle de la Muerte es de 101 grados Fahrenheit (38 °C) (promedios de 1961–1990).
| Temperaturas promedias altas y bajas de algunas ciudades de California |       |       |       |       |       |       |       |        |       |       |       |       |
| Ciudad                                                                 | Ene   | Feb   | Mar   | Abr   | May   | Jun   | Jul   | Ago    | Sep   | Oct   | Nov   | Dic   |
| Bakersfield                                                            | 56/39 | 64/43 | 68/46 | 76/50 | 84/57 | 92/64 | 97/69 | 95/68  | 89/64 | 80/55 | 65/44 | 56/38 |
| Eureka                                                                 | 55/41 | 56/42 | 56/42 | 57/44 | 60/48 | 62/51 | 63/53 | 64/53  | 64/51 | 61/48 | 58/44 | 55/41 |
| Fresno                                                                 | 54/38 | 61/41 | 66/45 | 74/48 | 83/55 | 91/61 | 97/66 | 95/65  | 89/60 | 78/52 | 63/42 | 53/37 |
| Los Ángeles                                                            | 72/50 | 73/51 | 75/53 | 79/56 | 83/60 | 86/63 | 90/67 | 92/70  | 91/68 | 85/61 | 78/55 | 72/50 |
| Redding                                                                | 55/36 | 60/38 | 64/41 | 71/45 | 81/52 | 91/60 | 98/64 | 97/61  | 90/56 | 78/48 | 62/40 | 56/35 |
| Sacramento                                                             | 54/39 | 60/42 | 65/44 | 71/46 | 80/51 | 87/56 | 92/58 | 91/58  | 88/56 | 78/51 | 64/43 | 54/38 |
| San Bernardino                                                         | 72/42 | 73/45 | 76/47 | 80/52 | 86/55 | 93/62 | 97/67 | 100/71 | 98/68 | 91/61 | 80/52 | 71/44 |
| San Diego                                                              | 69/48 | 70/50 | 71/53 | 73/56 | 75/60 | 77/63 | 79/66 | 81/67  | 80/66 | 77/61 | 73/54 | 69/49 |
| San Francisco                                                          | 56/43 | 59/46 | 61/47 | 64/48 | 67/50 | 70/53 | 71/54 | 72/56  | 73/55 | 70/52 | 62/48 | 56/43 |
|                                                                        |       |       |       |       |       |       |       |        |       |       |       |       |

## Precipitación

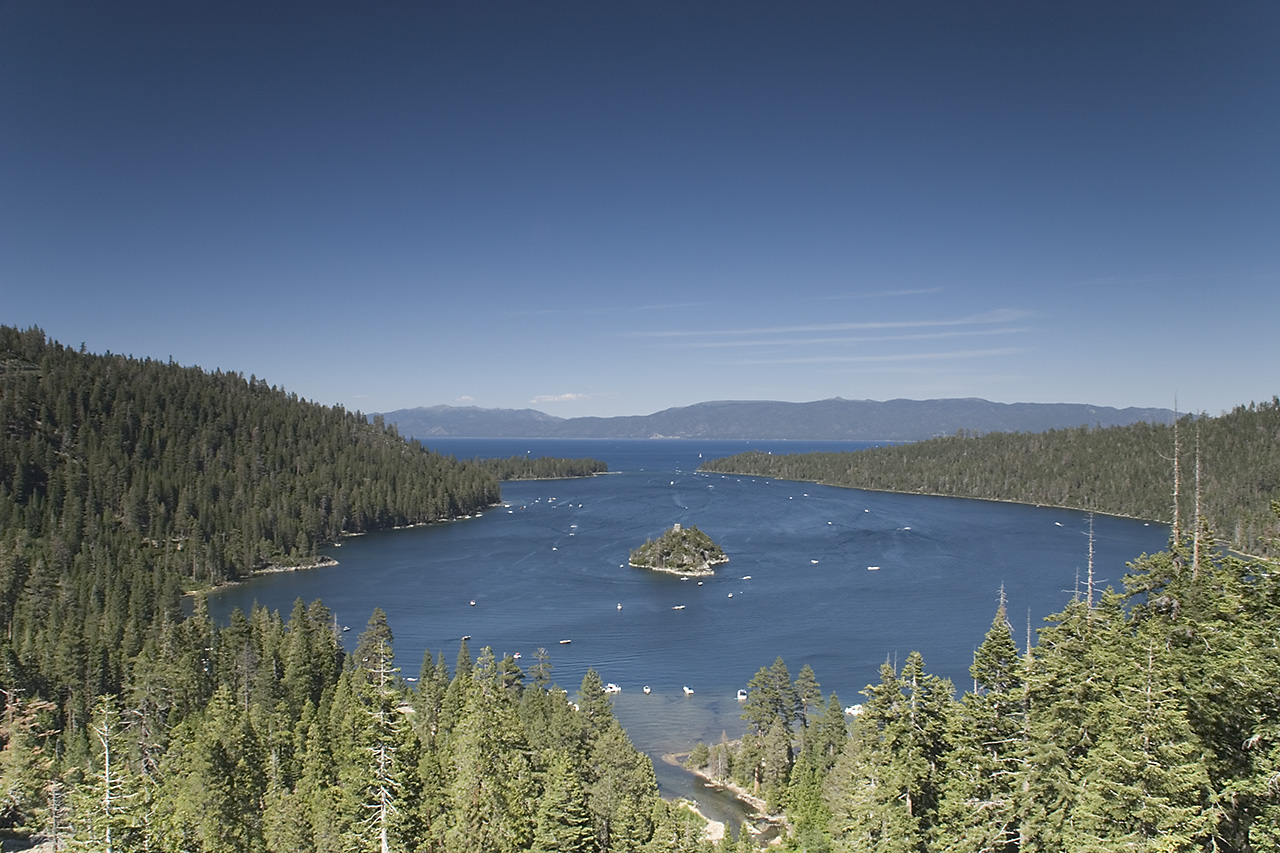
Verano en Sierra Nevada en el lago Tahoe.

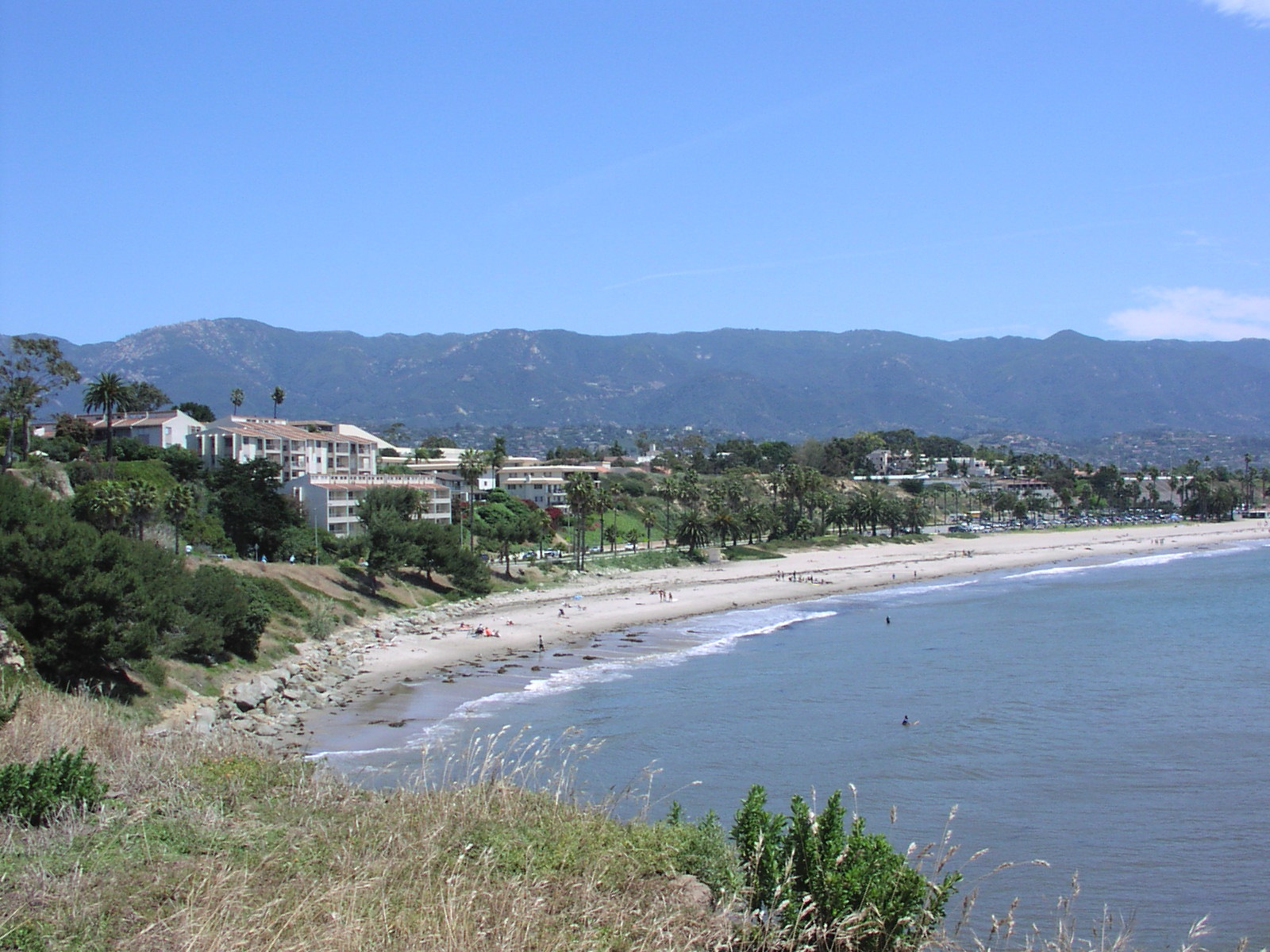
Clima mediterráneo en Santa Bárbara.

Los vientos del oeste del océano también traen humedad y la parte septentrional del estado generalmente recibe cantidades más altas de precipitaciones que el sur. Las cordilleras de California influyen también en el clima: la humedad cargada de aire del oeste se enfría, al ascender de las montaña, disminuyendo la humedad; las zonas más lluviosas del estado son las laderas occidentales de las montañas. El noroeste de California tiene un clima templado con una precipitación de 15 pulgadas (380 mm) a 50 pulgadas (1300 mm) por año. Algunas zonas de la costa del bosque de Redwood reciben más de 100 pulgadas (2500 mm) de precipitación por año.
El valle Central tiene una amplia gama de precipitaciones. La parte norte del valle Central recibe sustancialmente una mayor precipitación de tormentas durante el invierno que llegan hasta el Pacífico Noroeste, mientras que las regiones del sur del valle Central son zonas con un clima casi desértico debido a la falta de precipitaciones. Algunas partes del Valle de vez en cuando se llena de espesa niebla (conocida localmente como «niebla de Tule»).
Las altas montañas, incluyendo a Sierra Nevada, la cordillera de las Cascadas y los Alpes Trinity, tienen un clima de montaña con nieve en invierno y de leve a calor moderado en verano. Las estaciones de esquí del lago Tahoe, lagos Mammoth y la Montaña Shasta que a menudo reciben 10 pies (3 m) de nieve en una estación, y algunos años, reciben más – por lo que muchas personas llegan a esquiar para el Cuatro de Julio.
En el lado este de las montañas secas está una sombra orográfica. Las regiones con un clima desértico de california colindan al este con Sierra Nevada y las cordilleras Transversas del Sur de California y las cordilleras Peninsulares. Las zonas bajas desérticas al este de las montañas del sur de California, incluyendo a los valles de Imperial y de Coachella y las zonas bajas del río Colorado, son parte del desierto de Sonora, con veranos calurosos e inviernos casi congelantes, la mayor elevación de los desiertos oriente de California, incluyendo al desierto de Mojave, valle de Owens y la meseta Modoc, son parte de la región de la Gran Cuenca, Con veranos calurosos e inviernos fríos. Durante los meses de verano, especialmente a principio de julio y de septiembre, la región se ve afectada por el monzón de México (también denominado como «monzón suroeste»), que impulsa la humedad del Pacífico tropical, al golfo de California o del golfo de México a los desiertos, provocando brevemente, pero a menudo tormentas torrenciales, sobre todo en los terrenos montañosos.
A pesar de su larga línea costera, California no es vulnerable a los ciclones tropicales. Debido a las frías corrientes de California del Norte del Pacífico y también que las tormentas tienden a "dirigirse" al oeste, California sólo ha sido tocada por una tormenta tropicals en su historia, una tormenta que llegó a las costas en 1939 y dejó caer grandes precipitaciones en el área de Los Ángeles y los desiertos, provocados por el Huracán Nora (1997).

## Vientos de Santa Ana

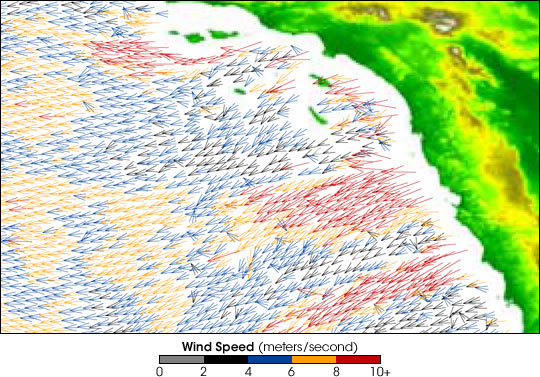
QuikSCAT imagen que muestra la velocidad de los vientos de Santa Ana(m/s).

El viento de Santa Ana es un tipo de viento föhn, resultado de la presión del aire formado en elevadas altitudes de la Gran Cuenca entre Sierra Nevada y las Montañas Rocosas. Esta masa de aire se vuelca por la Gran Cuenca y es empujada por la gravedad hasta la tierra baja que la envuelve. El aire circula en el sentido de las agujas del reloj alrededor del área de elevada presión, con lo cual atrae vientos del este y nordeste hasta California del sur (el inverso de los vientos del oeste característicos de la latitud).
Se suele decir a menudo que el aire es calentado y secado a medida que pasa a través del desierto de Mojave y el desierto de Sonora, pero de acuerdo con los meteorólogos esto es un error. Los vientos de Santa Ana normalmente se forman durante el otoño y comienzos de la primavera cuando los vientos en las regiones elevadas del desierto de Mojave o el de Sonora son templados o incluso fríos, aunque pueden formarse en cualquier momento del año. El aire se calienta mientras es comprimido durante su descenso. Mientras el aire ya ha sido secado por la subida orográfica previa al alcance de la Gran Cuenca, la humedad relativa del aire declina rápidamente a medida que desciende y se calienta en sus estadios finales a medida que pasa a través de las cordilleras transversales y las cordilleras peninsulares.

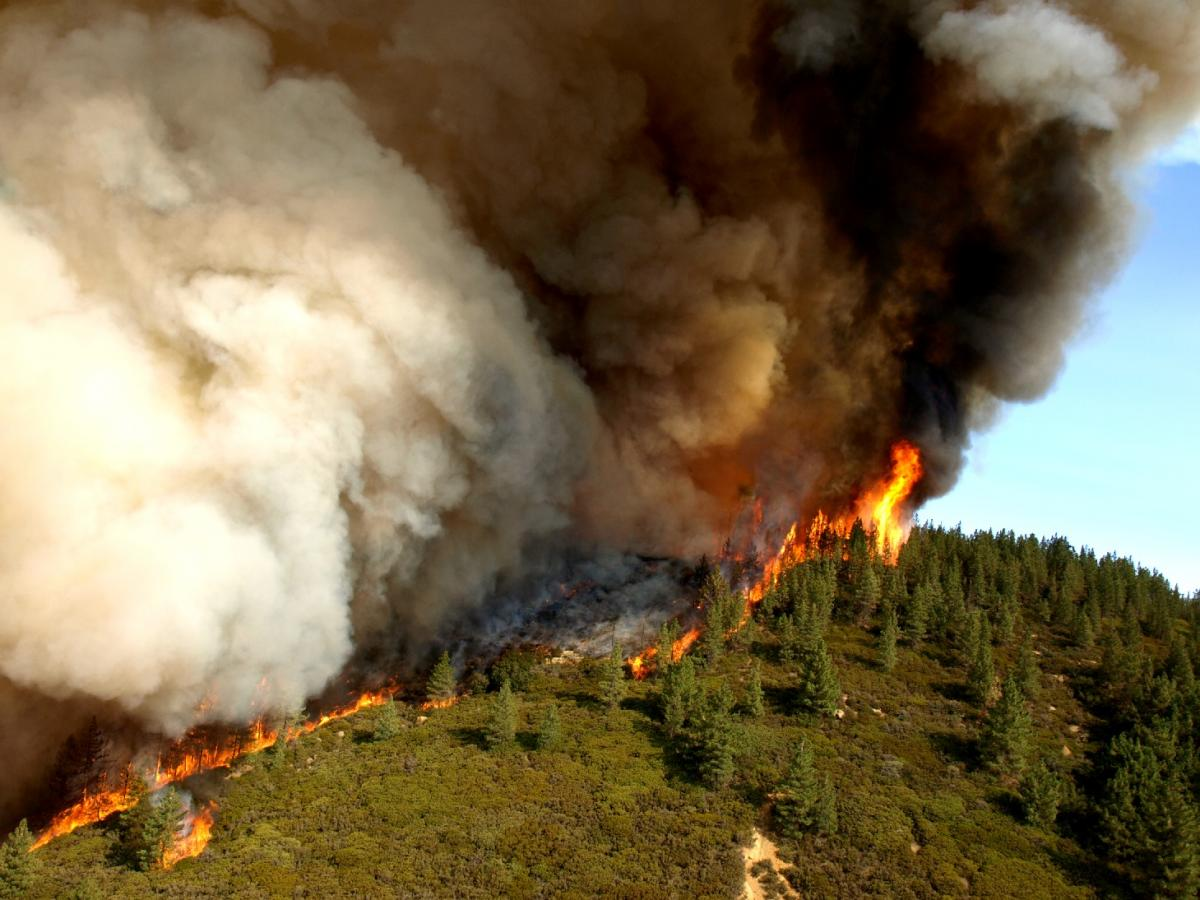
Llamas activas en el incendio de Zaca, el peor incendio en California.

El aire es entonces forzado a ir hacia abajo de las pendientes de la montaña y hacia fuera hacia la costa del Pacífico; la masa de aire se calienta más aún por la compresión física a medida que cae en altitud antes de alcanzar la cuenca de Los Ángeles, el condado de San Diego y Tijuana (Baja California) a una velocidad típica de 35 nudos. La región costera del Sur de California alcanza su climatología más caliente del año durante el otoño cuando los vientos de Santa Ana soplan. Durante las condiciones de Santa Ana, está típicamente más caliente hacia la costa que en los desiertos y la humedad cae en picada a menos del 15%.
A medida que los vientos de Santa Ana pasan por los pasos de montaña pueden alcanzar la fuerza de los huracanes. La combinación de viento, calor, y sequedad convierte el chaparral en un combustible explosivo para los conocidos fuegos que muchas veces arrasan la región. Estos fuegos, estimulados por los vientos de Santa Ana, quemaron 721,791 acres (2,921 km²) en dos semanas durante octubre de 2003.
Aunque los vientos a menudo son de una naturaleza destructiva, pueden tener algunos resultados positivos también. Pueden hacer que el agua fría se eleve desde el fondo del océano hasta arriba, arrastrando muchos nutrientes que en última instancia benefician la pesca. A medida que los vientos soplan sobre el océano, las temperaturas de la superficie del mar caen aproximadamente 4 °C (7 °F), indicando un afloramiento de agua profunda del océano. Las concentraciones de clorofila en la superficie del agua van desde insignificante, en ausencia de vientos, a muy activo a más de 1.5 miligramos por metro cúbico en presencia de los vientos.